# Villa Rho
La villa Rho Confalonieri Belgioioso è una villa posta nel centro abitato di Borghetto Lodigiano.

## Storia
Secondo la tradizione, la villa avrebbe rappresentato la prima residenza della famiglia Rho nel paese di Borghetto, risultando quindi anteriore al palazzo della stessa famiglia che sorge sulla riva opposta del Sillaro; i caratteri architettonici della villa suggeriscono tuttavia che sia stata costruita pochi anni dopo il palazzo, probabilmente nella seconda metà del Quattrocento.
La presenza di due dimore della stessa famiglia a così breve distanza potrebbe essere dovuta alla presenza di più rami della famiglia Rho nel feudo di Borghetto.
Come attesta una lapide murata nel corpo d'ingresso, la villa fu poi modificata in stile barocco nel 1627 per iniziativa del senatore Paolo Rho.
A fine Ottocento venne venduta alla famiglia Confalonieri, che la cedettero nel 1960 ai Barbiano di Belgioioso. L'uso residenziale dell'edificio declinò progressivamente, con la destinazione di alcuni spazi del piano terreno a ricovero di attrezzi agricoli.

## Caratteristiche

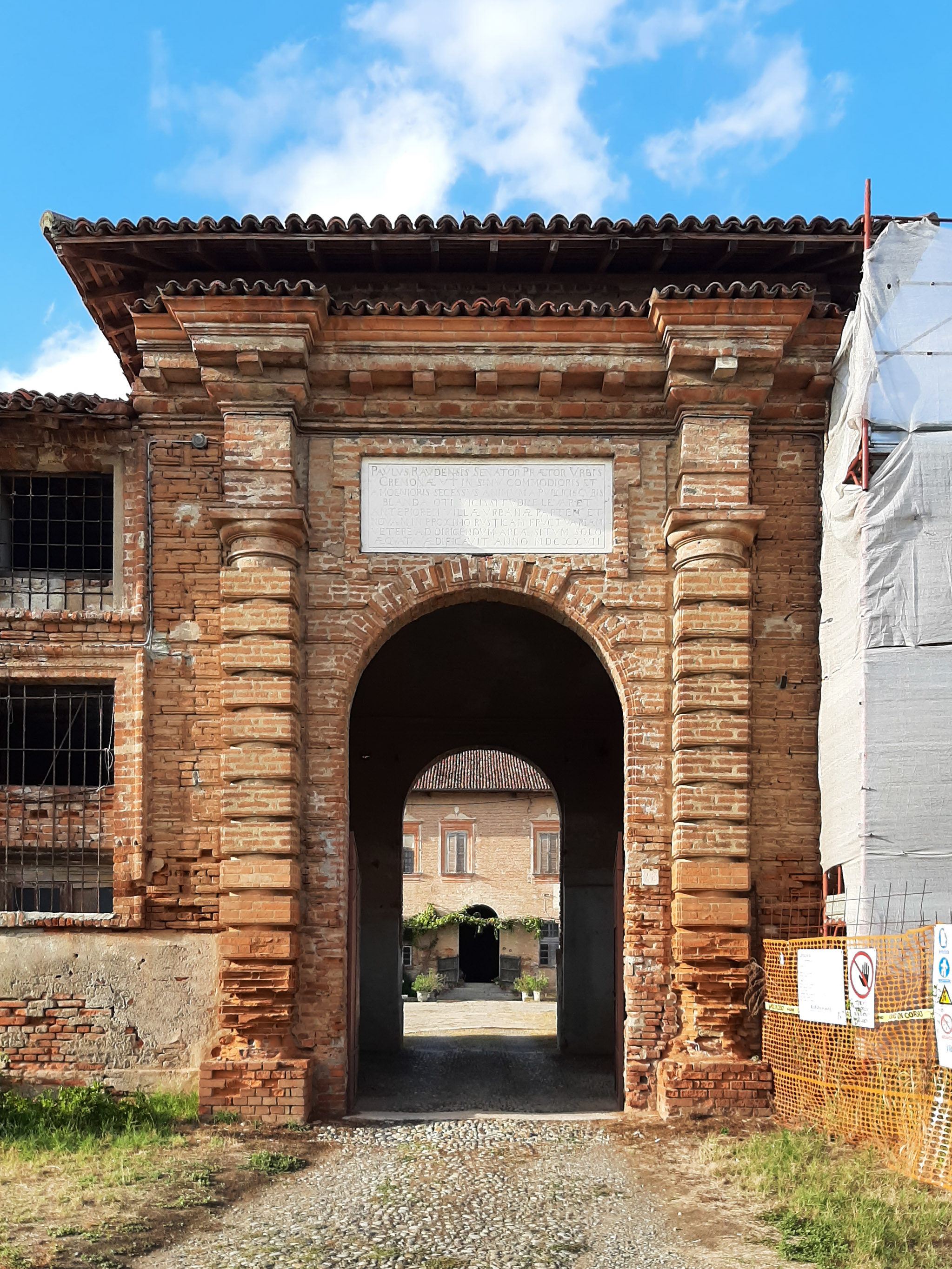
Il portale esterno

La villa sorge al limite nord-occidentale del paese, sulla sponda destra del fiume Sillaro.
È un edificio di due piani a corpo unico, a pianta rettangolare allungata in direzione est-ovest. Le facciate sono in mattoni a vista, con le finestre del piano superiore ornate da cornici barocche; la facciata sud, affacciata sulla corte rustica, presenta numerose asimmetrie, assenti invece nella facciata nord, aperta sul giardino.
L'androne, passante attraverso l'edificio, è coperto da volte a lunetta ornate da ritratti di imperatori romani, dipinti forse da Martino Piazza intorno al 1510; uno scalone ellittico di epoca barocca conduce al piano nobile, in cui si segnalano soffitti cassettonati con tracce di pitture.
A nord della villa si trova il giardino, cintato da un muro. La facciata sud si affaccia invece su una corte agricola limitata lateralmente da edifici rustici, e sul lato meridionale dal corpo d'ingresso; questo, di forme manieristiche, è in mattoni lasciati a vista, con un effetto che ricorda molto da vicino l'architettura della Rocca Brivio presso Melegnano.

### Fonti
- Santino Langé, Ville della provincia di Milano. Lombardia 4, Milano, SISAR, 1972,  pp. 263-264, ISBN non esistente, SBN MIL0194097.
- Dimore storiche. Forme dell'abitare a Lodi e nel territorio dal Medioevo all'Ottocento, testi di Mario Marubbi e Annunziata Miscioscia, fotografie di Antonio Mazza, Azzano San Paolo, Bolis, 2016,  pp. 193-194, ISBN 978-88-7827-330-6.

### Testi di approfondimento
- P. L. Fiorani, Il Palazzo Rho in Borghetto Lodigiano, in Rassegna d'arte, Milano, 1914,  pp. 189-192.
- G. Rolla, Borghetto Lodigiano, Lodi, 1926,  p. 59, ISBN non esistente.
- Carlo Perogalli, Cascine del territorio di Milano, Milano, Ente provinciale per il turismo, 1975,  pp. 50-54, ISBN non esistente, SBN MIL0531396.
- Francesco Süss, Le ville del territorio milanese. Aspetti decorativi, parchi e giardini, riuso, Milano, Silvana Editoriale, 1989, ISBN 88-366-0277-0.